# Лагаров сокол
Лагаров сокол (Falco jugger) е вид птица от семейство Соколови (Falconidae). Видът е почти застрашен от изчезване.

## Разпространение
Разпространен е в Индия, Пакистан, Непал, Бутан, Бангладеш, Афганистан, северозападната част на Мианмар и югоизточен Иран.